# Panda Park
Panda Park è il terzo album in studio del gruppo statunitense dei 90 Day Men, pubblicato nel 2004 dalla Southern Records.

## Tracce
Tutti i brani sono stati scritti dai 90 Day Men.
1. Even Time Ghost Can't Stop Wagner - 6:28
2. When Your Luck Runs Out - 2:51
3. Chronological Disorder - 6:03
4. Sequel - 1:15
5. Too Late or Too Dead - 4:28
6. Silver and Snow - 5:02
7. Night Birds - 8:30

## Formazione
- Brian Case - voce, chitarra
- Robert Lowe - basso, voce
- Cayce Key - batteria
- Andy Lansangan - tastiere